# Szendvicspanel

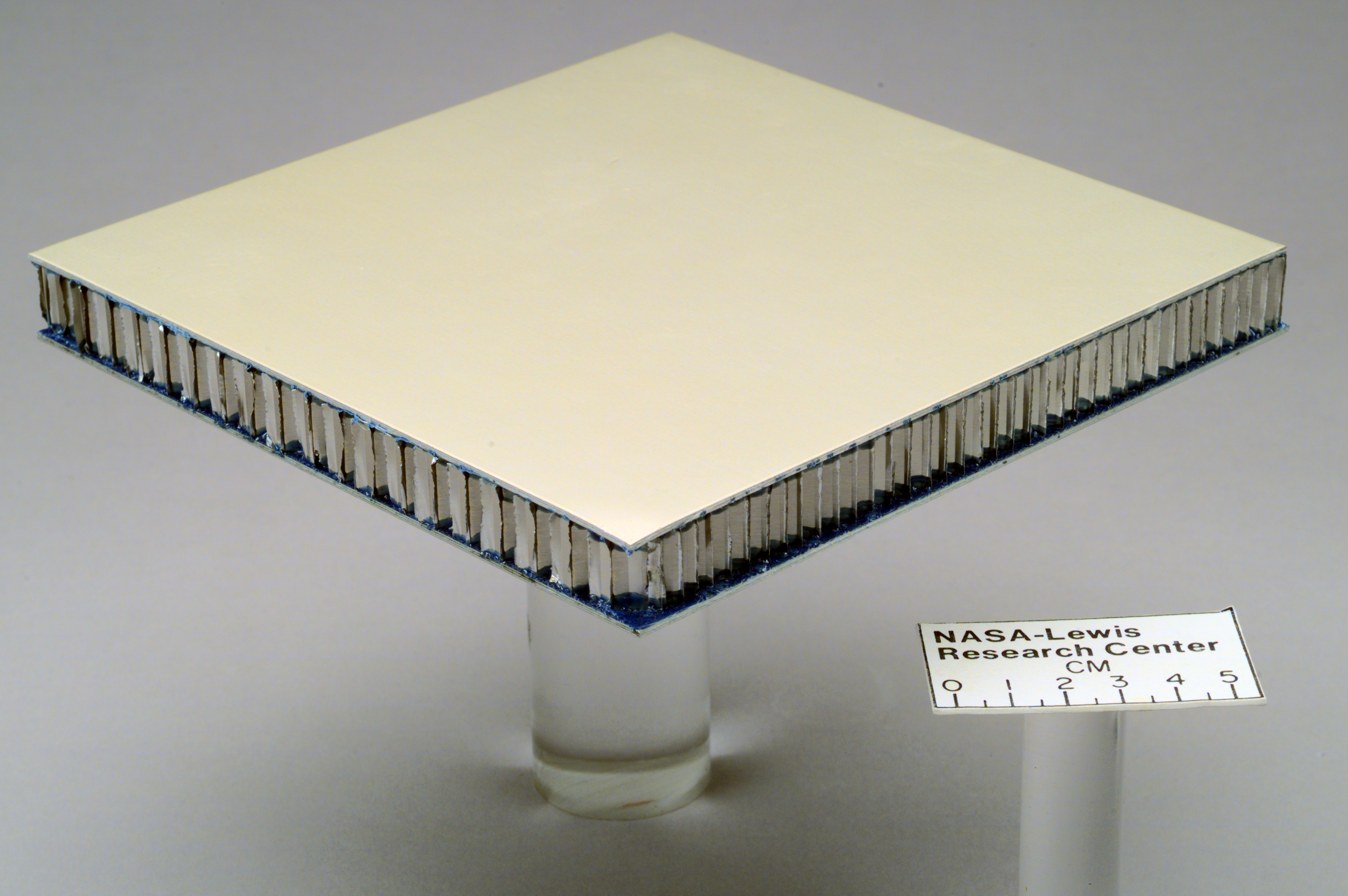
A NASA egyik papíranyagú (kasírozott), méhsejtszerkezetű szendvicspanelje (Lewis Kutatóközpont)

A szendvicspanel olyan többrétegű, előre gyártott építőelem, amely többnyire a hőszigetelő rétegből és az azt körbezáró fegyverzetből áll. Készülhet könnyű-, középnehéz és nehézszerkezetes kialakítással. Tipikus és világszerte nagy darabszámban gyártott változata a paneles és alagútzsalus épületek homlokzati falpaneljei, melyben a fegyverzet kívül-belül vasbeton, de ugyanígy készülhet könnyűszerkezetes építményekhez trapéz hullámprofilú, vagy mikrobordás lemezekből. i Az építményeken kívül alkalmazzák különféle gépjárművekben (pl. repülőgépek) és az űrhajózásban is.
Maga a kifejezés angol eredetű (sandwich).

## Előnyei
- gyorsan és nagy darabszámban gyártható,
- a legyártott példányok minőségi szórása kis értékek közé szorítható (folyamatosan a kívánt minőséggel előállítható),
- gyorsan beépíthető és szerelhető,
- változatos külső-belső burkolattal készíthető,
- esztétikus megoldás épületek hőszigetelt tető, oldalfal és belső térelválasztóinak építéséhez.

## Hátrányai
- ipari méretű előregyártó üzemet igényel,
- pontos és precíz szakmunkát igényel (fokozott munkaminőség),
- nehézszerkezetű szendvicspanelek esetén vezérgép (daru) szükséges a beemeléshez,
- könnyűszerkezetes szendvicspanelek esetén alacsony a hőtároló tömeg (kicsi a testsűrűsége),
- a panelkapcsolatoknál öndilatálódás és hőhíd alakul ki; kialakításuk körülményes, a kapcsolatok készítése és későbbi karbantartásuk nagy figyelmet és szakértelmet igényel.

## Alapanyaga
külső-belső burkolat (fegyverzet)
A fegyverzet lehet 0,35-0,60 mm vastag acéllemez, melynek felületvédelme tűzihorganyzás, vagy színezett poliészter alapú bevonat, faanyagú, papír, különféle fém és műanyagfóliák, illetve beton, vasbeton. A beton-vasbetonanyagú külső felületeken rendszerint mosott, osztályozott nagyszemcséjű kavicsburkolat az elterjedt. Fegyverzetek lehetnek még különféle üvegek és áttetsző, vagy átlátszó műanyaglapok is.
közbenső réteg
Ha a panellel szemben fokozott hőszigetelő képesség van támasztva, a fegyverzetek közötti hőszigetelő réteg anyaga rendszerint valamilyen habosított műanyag (expandált polisztirol, poliuretán), vagy szálasított ásványi anyagok (üveg- és kőzetgyapot) lehetnek.
Vannak azonban nem kizárólag hőszigetelési célú közbenső rétegek, amelyek kialakítása rendszerint méhsejt-szerű, vagy nyílt-zártcellás habosítás az elérhető legkisebb tömeg melletti legnagyobb szerkezeti szilárdság érdekében. Ezek anyaga változatos, páratechnikai szempontokat figyelembe véve papír, műanyag, és habosított fém is lehet. Irányított fényáteresztésű szendvicspanelek esetében meghatározott átmérőjű átlátszó műanyagcsövek (fegyverzetfelületre merőlegesen beépítve), vagy zártcellás, szintén átlátszó műanyaghabok.

## Felhasználása
Vázszerkezetre (fém, fa, műanyag anyagúak) szerelhetőek, a vázra rendszerint méretezett fém csavarokkal és különféle bilincsekkel rögzítik az egyes paneleket, a panelillesztéseket tömítik és/vagy előre gyártott profilokkal eltakarják.
Építményeknél, épületeknél
- Hőszigetelt tető, hőszigetelt oldalfal.
- Irányított fényáteresztésű panelek a beérkező napsugarak meghatározott irányú vezetésére.
- Nem hőszigetelt belső falaknál hőszigetelés nélküli panelek.

Gépjárművekben
- Repülőgépek belső térelválasztó falainál, elemeinél.

## Külső hivatkozások
- Kingspan szendvicspanelek
- Szendvicspanel gyártó - Metál-Sheet Kft.
- Cellspan Kft. szendvicspanel gyártás